# André Bilia
André Bilia de Oliveira (4 de marzo de 1987) es un deportista brasileño que compitió en taekwondo. Ganó dos medallas en el Campeonato Panamericano de Taekwondo en los años 2014 y 2016.

## Palmarés internacional
| Campeonato Panamericano | Campeonato Panamericano | Campeonato Panamericano | Campeonato Panamericano |
| Año                     | Lugar                   | Medalla                 | Categoría               |
| ----------------------- | ----------------------- | ----------------------- | ----------------------- |
| 2014                    | Aguascalientes (México) | Medalla de plata        | –80 kg                  |
| 2016                    | Querétaro (México)      | Medalla de oro          | –80 kg                  |